# Litevci
Litevci jsou evropský národ, patřící k baltským národům, které obývají východní pobřeží Baltského moře. Hovoří litevským jazykem, který náleží do východobaltské větve baltských jazyků. Vírou jsou většinou katolíci, čímž se mj. od jiných baltských národů odlišují.
Území dnešní Litvy bylo obýváno několika baltskými kmeny (Jotvingy apod.). Během několika stoletích a hlavně během litevského velkoknížectví, se několik kmenů spojilo v litevský národ, hlavně jako obrana proti řádu německých rytířů a východním Slovanům. Litevci také jako jedni z posledních v Evropě přijali křesťanství a to roku 1387. Území litevského vlivu se časem měnila, velká část populace žila v severozápadním Bělorusku, také v dnešní ruské kaliningradské oblasti a v některých částech Polska a Lotyšska; jejich jazyk postupně mizel, protože někteří Litevci dávali během polsko-litevské unie přednost polštině a ve východním Prusku němčině.
Po dělení Polska připadla většina území Litvy pod carské Rusko a Litevci se museli bránit rusifikaci. Po první světové válce získala Litva samostatnost, což pomohlo ve spojení národa a litevština byla jako jazyk schválena. Nicméně oblast s městem Vilnius se ocitla v Polsku, město Klaipėda bylo roku 1939 znovu připojeno k Německu a roku 1940 byla Litva obsazena SSSR, který zde ustanovil Litevskou SSR. Po operaci Barbarossa se Litva dostala pod Třetí říši, po německém ústupu znovu pod SSSR, což mělo za výsledek zničení litevských komunit v malé (pruské) Litvě, bývalé části východního Pruska, dnes Kaliningradské oblasti. Od roku 1991 je Litva opět samostatná. Během ruské a ve 20. století sovětské nadvlády se Litevcům podařilo ubránit se rusifikaci a oproti jiným baltským zemím má Litva relativně malý podíl Rusů v zemi (cca 5.1%)

## Osobnosti
Litevský rodák Aaron Klug získal Nobelovu cenu za chemii. Ve Vilniusu se narodil také nositel Nobelovy ceny za fyziologii Andrew Schally. V Kaunasu se narodil proslulý matematik a geometr Hermann Minkowski. Výzkumem orangutanů proslula etoložka Birutė Galdikasová.
V Kaunasu se narodila anarchistická politická filozofka Emma Goldmanová, ve Vilniusu její milenec a další významný anarchista Alexander Berkman. V Kaunasu se též narodil existencialistický filozof Emmanuel Lévinas. Jednou z klíčových postav sémiotiky 20. století byl Algirdas Julien Greimas. Archeoložka Marija Gimbutasová proslula svými jungiánsky inspirovanými tezemi o uctívání ženských božstev v předindoevropských komunitách v Evropě. Ve Vilniusu se narodil též judaistický učenec Ga'on z Vilna.
Zřejmě nejznámějším litevským umělcem za hranicemi je Mikalojus Konstantinas Čiurlionis, všestranný tvůrce, jenž maloval, komponoval hudbu i psal. Nejznámějším litevským sochařem byl kubista Jacques Lipchitz, hudebním skladatelem Leopold Godowsky. Ve Vilniusu se narodil i skladatel César Antonovič Kjui. Hlavní rolí v Tarkovského snímku Solaris z roku 1972 se proslavil herec Donatas Banionis. George Maciunas založil v USA v 60. letech vlivnou uměleckou komunitu Fluxus. Litevské občanství měla i primabalerína Maja Plisecká.
Za autora první litevské básně je považován Kristijonas Donelaitis. Slova i hudbu litevské národní hymny napsal básník Vincas Kudirka. Výraznou obrozeneckou postavou je spisovatel Simonas Daukantas. V sovětské éře litevskou poezii reprezentoval například Justinas Marcinkevičius. Na konci 80. let se začala prosazovat spisovatelka Jurga Ivanauskaitė. V současnosti je známou zpívající básnířkou Alina Orlova. V Litvě se narodil i nositel Nobelovy ceny za literaturu Czesław Miłosz.
Zakladatelem litevského státu byl Mindaugas. Nejvýznamnějšími středověkými panovníky byli Gediminas, Kęstutis a Vytautas. Vzhledem k existenci polsko-litevské unie lze za Litevce považovat i revolucionáře Tadeusze Kościuszka. Představitelem litevského národního obrození v 19. století a zakladatelem prvních litevsky psaných novin byl Jonas Basanavičius. Klíčovou politickou postavou meziválečné Litvy byl Antanas Smetona, při obnovování samostatnosti v 90. letech 20. století tuto roli sehrál Vytautas Landsbergis.
Na dvou olympiádách triumfoval diskař Virgilijus Alekna. Nejslavnějším litevským basketbalistou byl Arvydas Sabonis. Úspěšnou šachistkou je Salomėja Zaksaitė.